# Pat West
Patrick Michael West (* 21. Februar 1923 in Florence, Pennsylvania, USA; † 7. Februar 1996) war ein US-amerikanischer American-Football-Spieler. Er spielte als Fullback unter anderem in der National Football League (NFL) bei den Cleveland/Los Angeles Rams und den Green Bay Packers.

## Spielerlaufbahn
Pat West studierte nach seinem Schulabschluss zunächst an der University of Pittsburgh und an der University of Southern California. Im Jahr 1945 spielte West zunächst bei den Los Angeles Bulldogs in der Pacific Coast Professional Football League (PCFL). Nachdem er von den Cleveland Rams in der 28. Runde an 290 Stelle gedraftet wurde, schloss er sich der Mannschaft aus Cleveland an. Zusammen mit Quarterback Bob Waterfield und Wide Receiver Jim Benton wurde er als Fullback in der Offense der Mannschaft eingesetzt. In seinem Rookiejahr gewann er mit den Rams die NFL-Meisterschaft. Nach neun Siegen in zehn Spielen in der Regular Season war er mit seiner Mannschaft in das NFL-Endspiel eingezogen. Gegner waren die Washington Redskins, die mit 15:14 geschlagen werden konnten. Im Jahr 1946 zog er mit seinem Team nach Los Angeles um. Im Laufe der Saison 1948 wechselte er zu den von Curly Lambeau trainierten Green Bay Packers. Nach der Spielrunde wechselte er zu den Edmonton Eskimos in die Canadian Football League (CFL). Nach der Spielzeit 1949 beendete er seine Laufbahn.